# اندازه جمعیت کوچک

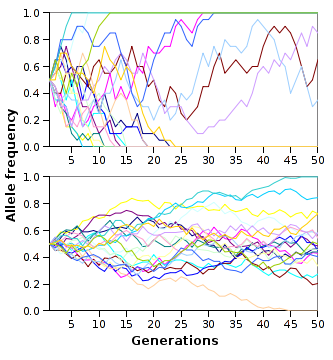
نمودار بالا زمان پایداری را برای جمعیت ۱۰ نفری و نمودار پایینی زمان پایداری را برای جمعیت ۱۰۰ نفری نشان می‌دهد. با کاهش جمعیت، زمان پایداری آلل‌ها افزایش می‌یابد.

اندازه جمعیت کوچک یا جمعیت‌های کوچک Small population size می‌توانند متفاوت از جمعیت‌های بزرگتر رفتار کنند. آنها اغلب نتیجه تنگناهای جمعیتی از جمعیت‌های بزرگتر هستند که منجر به از دست دادن ناجورتخمی و کاهش تنوع ژنتیک و از دست دادن یا پایداری آلل‌ها و تغییر در فراوانی آلل می‌شود. پس از آن، یک جمعیت کوچک بیشتر آمادگی رویدادهای تصادفی جمعیتی و ژنتیکی را دارد که می‌تواند بر بقای بلندمدت جمعیت تأثیر بگذارد؛ بنابراین، جمعیت‌های کوچک اغلب در معرض خطر انقراض یا انقراض در نظر گرفته می‌شوند و اغلب یک دغدغه حفاظت ژنتیک هستند.

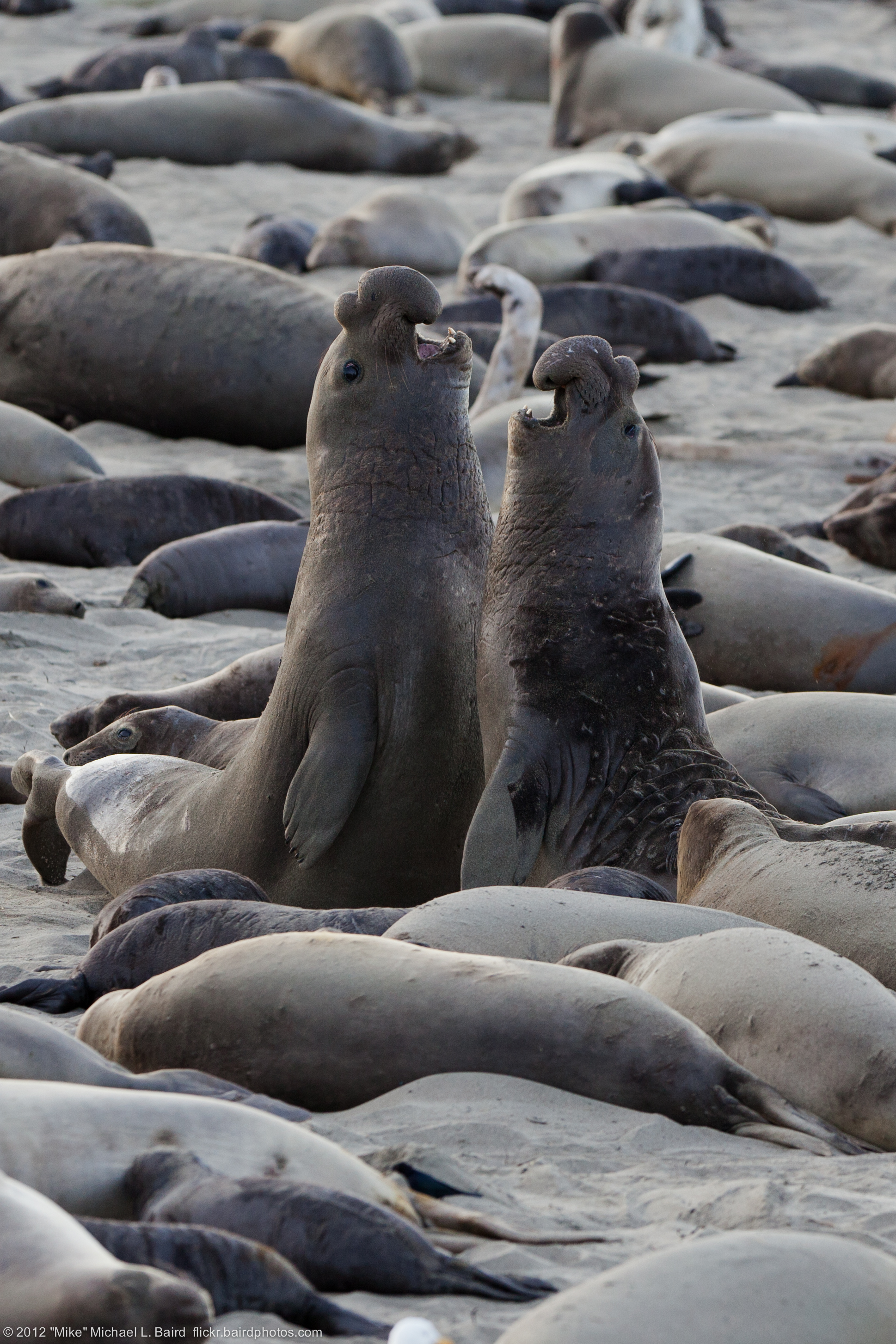
حرمسرای فک فیلی دارای ۱ نر تا ۱۰۰ ماده است که در نتیجه جمعیت مؤثر آن تنها ۴ است.